# 轑陽侯
轑陽侯（りょうようこう）は、古代中国の前漢時代の列侯の一つで、征和2年（紀元前91年）から永光（紀元前40年）まで、江徳と子の江仁の2代続いた。1120戸。潦陽侯（りょうようこう）とも書かれる。

## 解説
征和2年（紀元前91年）11月、謀叛した公孫勇を捕縛した功で、江徳（または江喜）が1120戸をもって轑陽侯に封じられた。『漢書』の功臣表では、征和6年（紀元前87年）、子の江仁が後を嗣いだが、三十数年後に印符を返還して侯を除かれた。
しかし、『漢書』の百官公卿表によれば、始元6年（紀元前81年）に轑陽侯の江徳が太常になったという。この江徳は、元鳳4年（紀元前77年）に文帝廟失火に責任で庶人となった。つまり轑陽侯は除かれた。この期間、前の記録では子の江仁が轑陽侯であったはずで、親が免じられた侯を子が嗣ぐことは前漢の盛期にはない。
公孫勇を捕らえた江徳と失火の責任をとった江徳を同一人物と解しても、同名の別人と解しても、字句の誤りですませられない矛盾を生じる。

## 年譜
- 征和2年（紀元前91年）11月 - 謀叛人を捕らえた功で、江徳（または江喜）が授爵[2]。
- 征和6年（紀元前87年）江喜の子の江仁が轑陽侯を嗣ぐ[3]。
- 始元6年（紀元前81年） - 轑陽侯の江徳が太常になる[4]。
- 元鳳4年（紀元前77年） - 文帝廟の失火により轑陽侯・太常の江徳が庶人となる[5]。
- 永光4年（紀元前40年） - 江仁が印符を返却し、辞任[3]。